# 5849 Bhanji
5849 Bhanji eller 1990 HF1 är en asteroid i huvudbältet som upptäcktes 27 april 1990 av den amerikanske astronomen Eleanor F. Helin vid Palomar-observatoriet. Den är uppkallad efter Alaudin Bhanji.
Asteroiden har en diameter på ungefär 28 kilometer och den tillhör asteroidgruppen Alauda.